# Malus mandshurica
Malus mandshurica là loài thực vật có hoa trong họ Hoa hồng. Loài này được (Maxim.) Kom. ex Juz. mô tả khoa học đầu tiên năm 1939.

## Hình ảnh

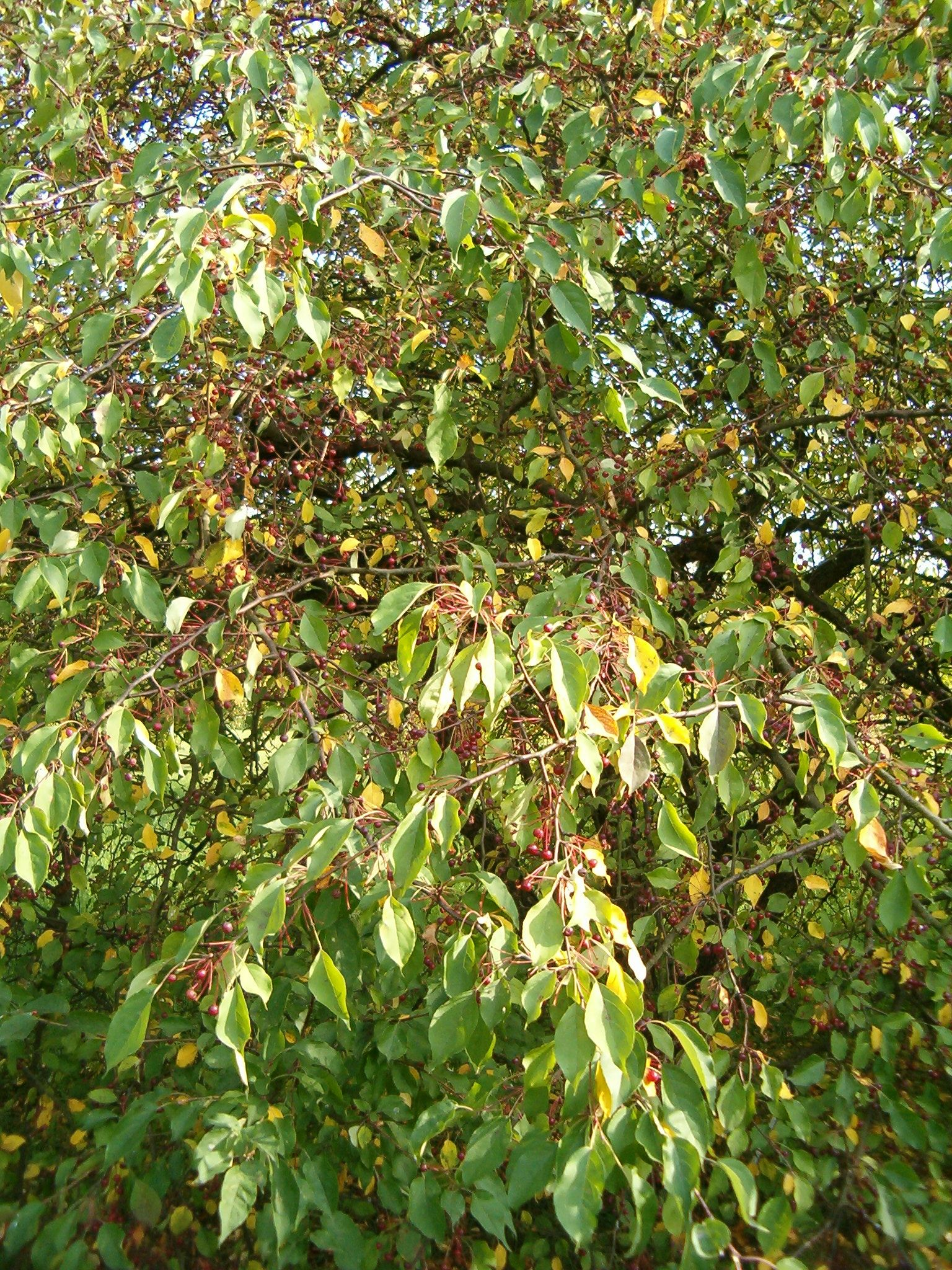
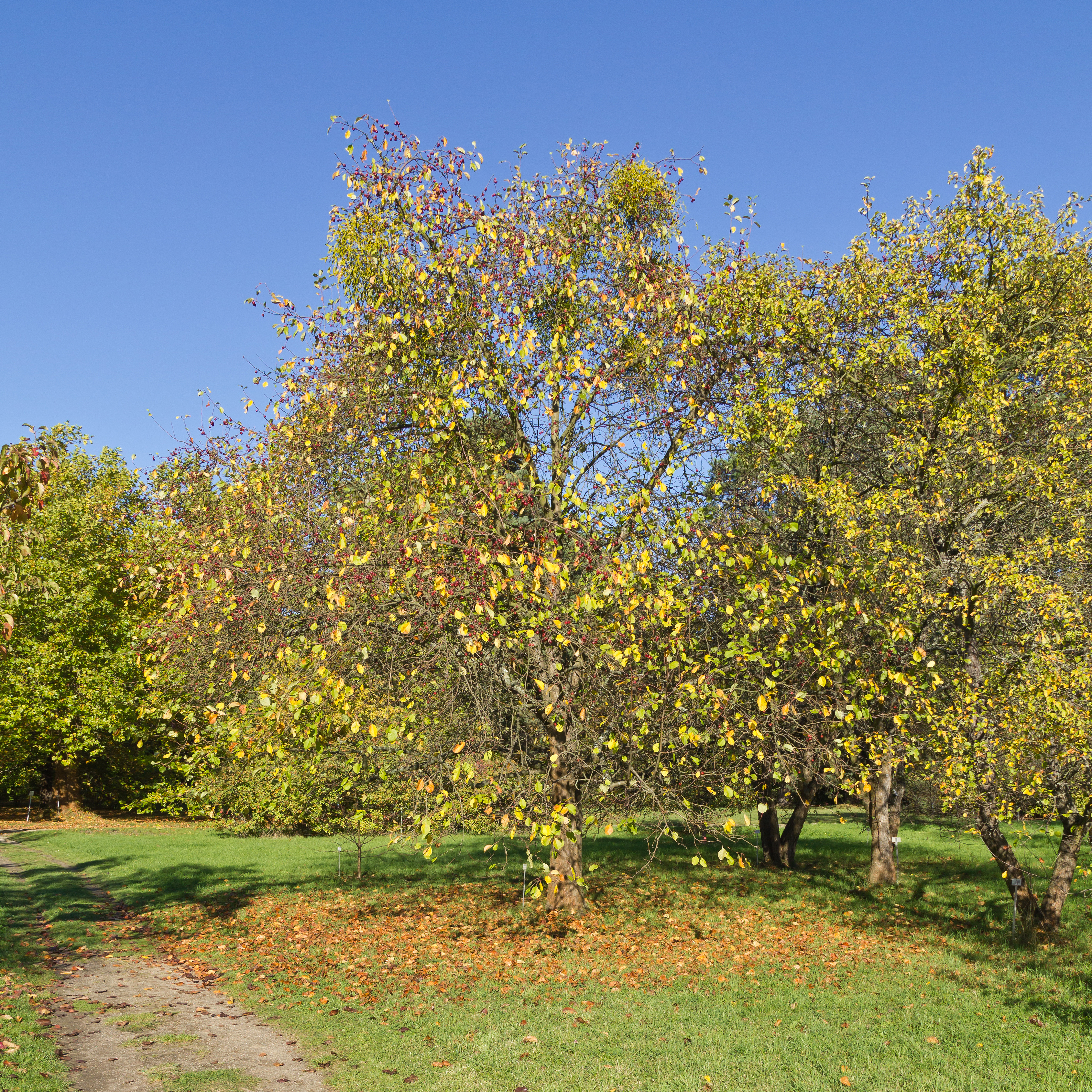